# Olivia Cooke
Olivia Kate Cooke (27 de desembre de 1993) és una actriu anglesa. És coneguda pel seu paper protagonista com a Emma Decody a la sèrie de thriller dramàtic d'A&E Bates Motel (2013-2017) i com a Becky Sharp a la minisèrie dramàtica d'època Vanity Fair (2018). També va protagonitzar la pel·lícula de terror Ouija (2014), la pel·lícula de comèdia dramàtica Me and Earl and the Dying Girl (2015), la pel·lícula de misteri de terror d'època The Limehouse Golem (2016), la pel·lícula de thriller Thoroughbreds (2017), la pel·lícula de ciència-ficció Ready Player One (2018) i la pel·lícula dramàtica Sound of Metal (2020).

## Primers anys
Olivia Kate Cooke va néixer el 27 de desembre de 1993 a Oldham, Gran Manchester, filla de la representant de vendes Lindsay Wilde i l'oficial de policia retirat John Cooke. Els seus pares es van divorciar quan ella era petita, i ella i la seua germana vivien amb la seua mare. Va començar a actuar quan tenia vuit anys a l'Oldham Theatre Workshop, un programa de drama extraescolar a la seua ciutat natal. Va assistir a l'Acadèmia Royton i Crompton i va estudiar teatre a Oldham Sixth Form College, sortint abans del final dels seus Advanced Level per aparéixer a la sèrie dramàtica Blackout. Va interpretar a Maria en una producció universitària de West Side Story, i aviat va aconseguir el seu primer i últim paper principal per a l'Oldham Theatre Workshop a Prom: The Musical, un remake de La Ventafocs. Quan tenia 14 anys, va aconseguir el seu primer agent local, que li va donar els seus papers comercials. L'any 2012, va aparéixer al vídeo de la gira "Autumn Term" de One Direction com a estudiant que pujava a l'esquena de Harry Styles. Tot i que el seu agent la va desanimar de matricular-se a l'escola d'art dramàtic perquè ja estava treballant com a actriu, li va interessar presentar-se a la Royal Academy of Dramatic Art i va arribar a la ronda final d'audicions, però no va ser acceptada.

## Carrera
Després d'actuar a l'Oldham Theatre Workshop, Beverley Keogh, una directora de càsting al costat de la seua agència, li va obtenir els seus primers papers a la televisió. Cooke va protagonitzar les tres produccions de minisèries de la BBC el 2012: Blackout, com la filla del personatge de Christopher Eccleston, i The Secret of Crickley Hall, com a jove professora en un orfenat tirànic als anys quaranta. Cooke va declarar que se sentia més adient per a la televisió que per al teatre, ja que l'avergonyien dels gestos exagerats de vegades requerits per actuar en escena. Tot i ser principiant, es va distingir entre les actrius europees en l'extenuant procés de càsting de The Quiet Ones, que es va estrenar l'abril de 2014, dos anys després de tenir lloc el rodatge.
El 2012, després de The Quiet Ones, Cooke va adquirir un agent a Los Angeles. Després de llegir les descripcions dels personatges de la preqüela contemporània de Psicosi d'A&E, Bates Motel, va enviar una cinta d'audició per al paper d'Emma Decody. Tres setmanes més tard, Cooke es va guanyar el paper d'Emma, el seu primer paper estatunidenc. Originalment es va sentir decebuda quan els productors la van fer parlar amb accent de Manchester, creient que era una mesura segura pel que fa al seu accent. No obstant això, amb l'ajuda del també actor anglés Freddie Highmore, que té experiència prèvia amb un accent americà, l'accent de Cooke sovint es confon amb l'accent d'anglés americà. Cooke també va contribuir amb vídeos breus per al bloc fictici d'Emma.
El segon llargmetratge de Cooke, The Signal, amb Brenton Thwaites i Laurence Fishburne, es va estrenar al Festival de Cinema de Sundance 2014. Cooke va interpretar Haley Peterson, una estudiant estatunidenca del MIT que es trasllada a Caltech, que es troba amb fets estranys mentre ella, el seu xicot i el seu millor amic són atrets al desert per un pirata informàtic. L'octubre de 2014, Cooke va liderar el repartiment de Ouija, una pel·lícula de terror basada en el joc de taula de Hasbro. El paper de la protagonista, Laine Morris, va ser una gran empresa per a Cooke, que va aparéixer en gairebé totes les escenes. La història se centra en un grup d'amics que utilitzen el tauler Ouija per contactar amb un amic mort, però acaben despertant una presència obscura. Malgrat no ser ben apreciada per la crítica, Ouija va ser un èxit de taquilla, amb una recaptació aproximadament de 102,5 milions de dòlars.
Cooke va aparéixer a la pel·lícula de comèdia dramàtica Me and Earl and the Dying Girl, es va afaitar els cabells per interpretar la protagonista femenina, que lluita contra la leucèmia. La pel·lícula es va estrenar al Festival de Cinema de Sundance, on va rebre tant el Grand Jury com el Audience Award. També el 2015, Cooke va donar veu al monstre del llac Ness per a un episodi d'Axe Cop, que va ser coescrit pel coprotagonista Me and Earl and the Dying Girl Nick Offerman.
Cooke va interpretar el personatge principal a la pel·lícula de drama independent Katie Says Goodbye, al costat de Jim Belushi, Mireille Enos, Christopher Abbott i Mary Steenburgen. La pel·lícula gira al voltant de Katie, una cambrera de 17 anys que intenta superar la pobresa i començar una nova vida a San Francisco recorrent a la prostitució. A continuació, va protagonitzar l'adaptació cinematogràfica de Dan Leno and the Limehouse Golem, un misteri d'assassinat gòtic, al costat de Bill Nighy i Douglas Booth. Ambdues pel·lícules es van estrenar al Festival Internacional de Cinema de Toronto del 2016. A continuació, Cooke va protagonitzar la pel·lícula de suspens Thoroughbreds, al costat d'Anya Taylor-Joy i Anton Yelchin, que es va estrenar al Festival de Cinema de Sundance 2017.
Cooke va interpretar Art3mis a l'aventura de ciència-ficció de Steven Spielberg Ready Player One, que es va estrenar el març de 2018. El mateix any, va aparéixer al costat d'Oscar Isaac, Olivia Wilde i Samuel L. Jackson a la pel·lícula dramàtica de Dan Fogelman Life Itself, i va interpretar el personatge principal, Becky Sharp a la producció d'ITV Vanity Fair.
Cooke va protagonitzar la pel·lícula dramàtica Sound of Metal, al costat de Riz Ahmed. La pel·lícula es va estrenar al Festival Internacional de Cinema de Toronto de 2019 el 6 de setembre de 2019. També el 2019, va aparéixer com a Karla, una dona embarassada sense llar que donava el seu nadó en adopció, a la sèrie d'antologia de comèdia romàntica d'Amazon Prime Video Modern Love. Des del 2022, Cooke ha interpretat el paper d'Alicient Hightower, la "Reina Verda", a la Casa del Drac de HBO.